# Зорлень (комуна)
Зорлень, Зорлені (рум. Zorleni) — комуна у повіті Васлуй в Румунії. До складу комуни входять такі села (дані про населення за 2002 рік):
- Дялу-Маре (288 осіб)
- Зорлень (5257 осіб) — адміністративний центр комуни
- Попень (2808 осіб)
- Сіміла (1169 осіб)

Комуна розташована на відстані 239 км на північний схід від Бухареста, 41 км на південь від Васлуя, 99 км на південь від Ясс, 96 км на північ від Галаца.

## Населення
За даними перепису населення 2002 року у комуні проживали 9522 особи.
Національний склад населення комуни:
| Національність | Кількість осіб | Відсоток |
| -------------- | -------------- | -------- |
| румуни         | 9466           | 99,4%    |
| цигани         | 56             | 0,6%     |

Рідною мовою назвали:
| Мова      | Кількість осіб | Відсоток |
| --------- | -------------- | -------- |
| румунська | 9519           | > 99,9%  |
| німецька  | 1              | < 0,1%   |
| російська | 1              | < 0,1%   |

Склад населення комуни за віросповіданням:
| Релігія            | Кількість осіб | Відсоток |
| ------------------ | -------------- | -------- |
| православні        | 9419           | 98,9%    |
| п'ятдесятники      | 48             | 0,5%     |
| лютерани           | 21             | 0,2%     |
| бретрени           | 19             | 0,2%     |
| адвентисти         | 12             | 0,1%     |
| реформати          | 1              | < 0,1%   |
| не вказали релігію | 1              | < 0,1%   |